# Властимир (име)
Властимир је мушко старо славеносрпско име, које представља сложеницу речи „власт“ и „мир“, те означава особу која је „вођа“, „лидер“.

## Популарност
У Србији се ово име среће још у 9. веку и то је било име кнеза, оснивача прве средњовековне српске државе. Током каснијих векова се није користило све до средине 19. века када поново постаје популарно због процвата романтизма.

## Изведена имена
Од овог имена изведена су имена Власта, Властинка и Власто.